# Drosophila batmani
Drosophila batmani este o specie de muște din genul Drosophila, familia Drosophilidae, descrisă de Vilela și Bachli în anul 2005. Conform Catalogue of Life specia Drosophila batmani nu are subspecii cunoscute.